# Schloss Fredrikshov

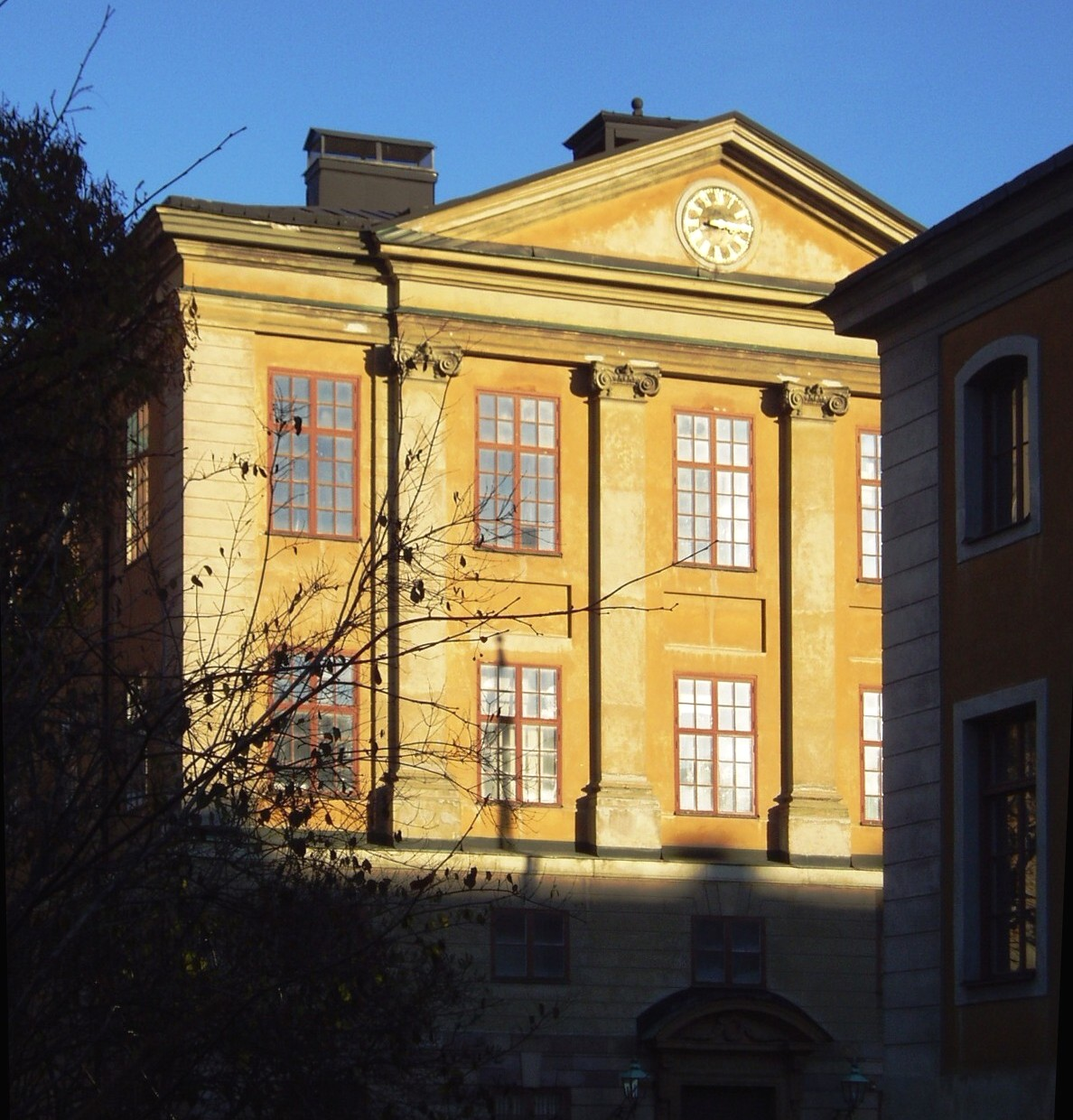
Die erhaltenen Gebäudeteile

Schloss Fredrikshov ist ein ehemaliger Prachtbau im Stockholmer Stadtteil Östermalm, von dem heute nur noch ein Seitenflügel existiert.
Der südliche Flügel entstand in den 1660er Jahren nach Plänen von Jean de la Vallée. 1731 wurde der Bau im Auftrag von Friedrich I. mit einem neuen Hauptgebäude nach Carl Hårlemans Entwürfen erweitert. Der König nutzte das Schloss bei seinen Jagdausflügen im Gebiet Djurgården. Später schenkte er das Gebäude der Reichsgräfin Hedvig Taube. Königin Luise Ulrike beauftragte den Architekten Carl Fredrik Adelcrantz mit dem Bau eines weiteren Flügels, der zwischen 1772 und 1774 entstand. Widerwillig war sie als Witwe nach Schloss Fredrikshov übergesiedelt. Nach Luise Ulrikes Tod 1782 waren die guten Zeiten für Fredrikshov vorbei, die königliche Inneneinrichtung wurde weggeschafft und das Hauptgebäude 1895 abgerissen, da Platz für neue Straßen und Wohnquartiere gebraucht wurde.
Zwischenzeitlich wurde das Gebäude als Gefängnis und Waffenlager (1793–1802) genutzt. Es war auch Kaserne für die königliche Leibgarde (Svea Livgarde) und Militärschule. Seit 1993 ist im erhaltenen Gebäudeteil eine Freischule, die von der Stiftung Carpe Diem betrieben wird, untergebracht. 1999 wurde das Gebäude als Byggnadsminne unter staatlichen Schutz gestellt.